# スーパー戦闘 純烈ジャー
『スーパー戦闘 純烈ジャー』（スーパーせんとう じゅんれつジャー）は、2021年9月10日に公開された日本の特撮映画。特撮作品出身者を中心とする歌謡コーラス・グループ・純烈の主演映画。なお、前日譚を描くスピンオフ配信ドラマ『純烈のラブ湯〜 全国名湯巡り』（じゅんれつのラブゆー ぜんこくめいとうめぐり）についても記述する。

## 制作
特撮作品出身者を中心とする歌謡コーラス・グループ「純烈」が、結成当初からの目標のひとつであった特撮映画の制作を実現するかたちとなった。
純烈のメンバーはリーダーの酒井一圭が『百獣戦隊ガオレンジャー』、白川裕二郎が『忍風戦隊ハリケンジャー』、小田井涼平が『仮面ライダー龍騎』とそれぞれ特撮作品への出演経験を持つが、本作品では現メンバーで唯一特撮作品および映画への出演経験がない後上翔太が主人公であり、ストーリーのキーマンとして位置づけられている。
監督は、酒井による指名で特撮研究所代表の佛田洋が務める。佛田は本作品が長編映画初監督作品となる。
プロデューサーの中野は、純烈らしいコミカルな要素を入れつつ、『不良番長』や『トラック野郎』シリーズのような、昔の東映臭がする、少し大人向けの作品にしたいと思い、このような作品が好きな佛田に依頼したという。
酒井の「後上をヒーローにする」という意向から、当初は後上のみが変身する方向性であったが、最終的に全員が変身することとなった。監督の佛田は『三匹のおっさん』のようなご町内のトラブルを解決するような規模のものと思っていたが、酒井の意向で戦隊ものをやることとなり、純烈のファンがついてこられないことや予算の規模が懸念されたが、酒井から「『ガオレンジャー』の破邪百獣剣のような必殺技を依頼されたことと純烈のファンはついてくる」と言われたことから、従来の特撮方向に切り替えたという。
敵役にも、『仮面ライダーオーズ/OOO』の岩永洋昭をはじめとした特撮作品出身者がキャスティングされている。また、白川と『忍風戦隊ハリケンジャー』で共演した山本康平が出演するだけでなく、企画協力も務める。
山本はかつて純烈のシングル「プロポーズ」の出荷10万枚突破記念イベントを東映特撮ファンクラブ (TTFC) の番組『忍び道』の取材で訪れており、酒井による誘導でステージへ上がって彼らと共に『ハリケンジャー』の主題歌「ハリケンジャー参上！」を歌ったことが本作品の源流になっているが、企画を立てる際には太田プロダクション所属の立場上、自分も演者として出演させてほしいと頼みながらだったという。また、山本はメイキング用の映像も自分で撮ったという。
特別出演の小林幸子と前川清は、いずれも純烈がメンバーの不祥事に遭った当時、それまでと変わらず手を差し伸べてくれた恩人であることから、酒井の熱望で起用された。
2021年7月20日には、本ビジュアルと本予告編映像が公開された。
2021年8月26日には完成披露舞台挨拶に純烈と山本、佛田が登壇し、感想や撮影秘話を明かした。撮影は2020年10月ごろに行なわれ、誕生日が10月23日である後上には当日の撮影時に小林幸子がケーキを持参して歌で祝ってくれたが、彼女の出演情報だけは絶対に漏らしてはいけなかったため、本日まで明かせなかったという。
2021年9月11日には公開記念舞台挨拶に純烈と小林綾子、小林幸子、前川、佛田が登壇し、感謝や感想が述べられる一方、続編の制作が決定済みであり、同年9月12日からクランクインすることが発表された。
2022年2月16日にDVD/BDが発売された後、同年2月26日にはその発売記念イベントに純烈が登壇し、続編のタイトルが『スーパー戦闘 純烈ジャー 追い焚き☆御免』であることが発表された。
2022年8月27日には『追い焚き☆御免』が同年9月1日に公開されることを記念し、本作が9月4日までの期間限定でYouTubeチャンネル「東映特撮YouTube Official」にて無料配信された。

## あらすじ
多発する連続イケメン温泉失踪事件を知った純烈の酒井一圭、小田井涼平、白川裕二郎は、温浴施設を守るヒーローである純烈ジャーとして事件の調査を始めるが、純烈ジャーではない後上翔太に魔の手が迫っていた。

## キャスト

### 純烈 / 純烈ジャー
世を忍ぶ仮の姿としてムード歌謡コーラスグループ「純烈」として活動しており、悪と戦う「純烈ジャー」として温泉施設の平和を守っている。
温泉の女神・オフロディーテに選ばれ、オフロディーテをマイクチェンジャーで召喚し、「ラブユーチェンジ！」の掛け声でエネルギー結合することで変身する。
- デザインスタイルは仮面ライダーやスーパー戦隊とも異なるもので、かつそれぞれの元ネタを入れ込みやすくしようと、マスクはメタルヒーローのようなものでまとめ、予算との兼ね合いからボディは完成したようなものとなった[21]。ラフデザインではそれぞれの元ネタが仕込まれた個人武器も描かれていたが、実現には至らなかった[21]。

後上 翔太 / 純グリーン
演 - 後上翔太 / スーツアクター - 蜂須賀祐一
他のメンバーが純烈ジャーであることを知り、新たに純烈ジャーに加わった。
名乗り口上は、「愛の露天！解放しちゃうぜ！」。
- ほかの3人とは異なり、モチーフがないことから、蛇口や腕のフサフサなど割と笑えるようなディテールを足している。

白川 裕二郎 / 純レッド
演 - 白川裕二郎 / スーツアクター - 縄田雄哉
いち早く現場の異変や事件の異常性に気付くなど、仲間たちを鋭い勘で真実へと導く。
名乗り口上は、「愛の熱湯！やけどにご注意！」。
- 映画が撮影された2020年秋ごろに白川が左肩の腱板を断裂していたため、アクション監督の竹田がそれを考慮したアクションシーンを作ったという。

小田井 涼平 / 純ブルー
演 - 小田井涼平 / スーツアクター - 坂本隆
垢すりテクニックを学びつつ、温かな心とユーモアを常に忘れないムードメーカー。
名乗り口上は、「愛のジャグジー！溺れちゃうかも！」。
- 小田井が過去に演じた『龍騎』の役がヒーロー側ではないキャラクターであったため、名乗りをしたことがないことから小田井の提案で関西弁の話し言葉にすることによって違和感を中和させており、キレンジャーのようにしている。また、変身もポーズをシンクロさせたり、声を合わせる経験がなかったことから、現場ではぎこちない感じだったという。

酒井 一圭 / 純バイオレット
演 - 酒井一圭 / スーツアクター - 鍜治洸太朗、今井靖彦
純烈および純烈ジャーのリーダー。
名乗り口上は、「愛の薬湯！浸ってセクシャル！」。

### 温泉の向こう側
女王フローデワルサ
演 - 小林幸子（特別出演）
永遠の美しさを保つために四天王たちに純粋で烈しい男たちの若返りのエキスを集めさせ、温泉の向こう側の世界で3千年生き永らえる悪の女王。純烈ジャーとの戦いでは巨大化する。
- 当初は前述のようにご町内もので考えられていたことから普通の役者が考えられていたが、ファンタジーものに切り替えたため、佛田が勢いで小林を指名したところ、酒井が訊いてラフな脚本を送った結果、OKの返事が来たという。
- 小林幸子が特撮作品に出演するのは『デビルマン』（2004年公開）以来17年ぶりであり、衣装はかつて『NHK紅白歌合戦』で着用したものを自前で用意し、複数を組み合わせたことによって衣装代が浮いたという。

#### フローデワルサ四天王
女王に仕え、絶対の忠誠を誓う四天王。
ザウナ
演 - 岩永洋昭
ガラン
演 - 松本享恭
ゾープ
演 - 白又敦
ジャワー
演 - 龍真

### 温泉の女神 オフロディーテ
神域「神の湯」に住まう温泉の女神たちで、自ら歌い人を選び、悪を挫く勇者にする力を与える。運命の相手（=歌い人）と同じ色のもので強く結ばれているという。
赤のオフロディーテ
演 - ふせえり
白川 裕二郎を歌い人に選んだ温泉の女神。
前髪の赤いメッシュと赤い作務衣が特徴。
青のオフロディーテ
演 - 中島ゆたか
小田井 涼平を歌い人に選んだ温泉の女神。
青い袴の巫女服を身に纏っている。
紫のオフロディーテ
演 - しのへけい子
酒井 一圭を歌い人に選んだ温泉の女神。
紫色のフラドレスとハワイアンレイを身に着けている。
天地 星子 / 緑のオフロディーテ
演 - 小林綾子
純烈がライブで訪れた温泉施設の清掃員。後上の高校時代の恩師でもある。口うるさいほど熱心な教師で、生徒たちからは「正直ババぁ」と呼ばれていたが、現在は休職している。
後に緑のオフロディーテとなり、後上に純グリーンの力を与える。
- 小林綾子は、演技に関してはド新人である後上の相手役を務めてくれたため、公開記念舞台挨拶の際には酒井から感謝が述べられている。

### その他
御前川 清
演 - 前川清（特別出演）
温泉施設の売店店長。勝手に店の土産を食べたり、仕事中に居眠りしたりしている。
その正体は温泉の神であり、純烈ジャーの司令官でもある。
- 『太陽戦隊サンバルカン』の嵐山長官のような長官ポジションのため、昼行燈キャラとなった。

三井 康助
演 - 山本康平
温泉施設の垢すり職人。
純烈ジャーのサポート役であるが、事件の調査中に温泉の向こう側に引き込まれ、同じく拉致されていた後上の目の前でエキスを吸い取られて絶命した。
桶川 アリサ
演 - 出口亜梨沙
易者。運命の女性との出会いを後上に示唆する。
アリサの正体がオフロディーテだと確信した後上は再び近づいたところで拉致されたが、実際の正体はフローデワルサが若い男から搾り取ったエキスにより、若返った姿であった。
桜井
演 - 栄信
ある事件の捜査を行う刑事。
竹中
演 - 宮澤佑
桜井の同僚刑事。
橋本
演 - 松下恵
温泉施設の売店の店員。御前川と一緒に売店の商品を勝手に食べている。
友成
演 - 小嶋修二
若村
演 - 柴田瑠歌
姫田
演 - 久遠明日美
以上3名は星子の教師時代の教え子。

## スーパー銭湯機
スーパー戦闘の攻撃とスーパー銭湯の快適さを融合させたスーパー戦闘メカ。
スノコ型のカタパルトから発進する。シャワーや洗面器、蛇口など見た目は銭湯アイテムだが、強力な武器を搭載しており、時空転移装置を内蔵している。

## スタッフ
- 監督 - 佛田洋
- 脚本 - 久保裕章
- ナレーション - 鈴村健一[2]
- アクション監督 - 竹田道弘
- サウンドデザイン - 桑原秀綱
- キャラクターデザイン - 野中剛
- キャラクター造形 - ブレンドマスター
- 企画協力 - 山本康平
- 製作 - 與田尚志
- エグゼクティブプロデューサー - 加藤和夫、塚田英明
- 編集 - 長田直樹[23]
- 記録 - 高山秀子[23]
- プロデューサー - 中野剛
- 制作 - 特撮研究所
- 製作・配給 - 東映ビデオ

## 音楽
主題歌「NEW（入浴）YORK」
作詞 - 酒井一圭 / 作曲 - 影山ヒロノブ / 編曲 - 須藤賢一 / 歌 - 純烈（日本クラウン）
- 純烈の結成以前から勤務していたライブハウスを通じて影山と交流があった酒井が、断られることを覚悟のうえで影山に依頼したところ、快諾されてすぐにメロディーができ、詞も仕上がったという。

挿入歌
「愛をください 〜Don't you cry〜」
作詞・作曲 - 幸耕平 / 編曲 - 萩田光雄 / 歌 - 純烈
「君に会うために」
作詞 - 酒井一圭 / 作曲 - 高取ヒデアキ /　編曲 - 籠島裕昌 / 歌 - 純烈
「今夜はドラマチック」
作詞 - 渡辺なつみ / 作曲 - 大谷明裕 / 編曲 / 矢野立美 / 歌 - 純烈
「愛をありがとう」
作詞 - 高畠じゅん子 / 作曲 - 中川博之 / 編曲 - 前田俊明 / 歌 - 純烈
「プロポーズ」
作詞・作曲 - 幸耕平 / 編曲 - 萩田光雄 / 歌 - 純烈
「勇気のペンライト」
作詞 - 酒井一圭 / 作曲・編曲 - 岩崎貴文 / 歌 - 純烈
「心のままに」（エンディングテーマ）
作詞 - 酒井一圭 / 作曲 - NARASAKI / 編曲 - 諸田英慈 / 歌 - 純烈＆前川清

## スピンオフドラマ
『純烈のラブ湯〜 全国名湯巡り』が2021年7月25日より、東映特撮ファンクラブ (TTFC) にて見放題で配信。TTFC内の旅番組ロケという設定のもと、タイアップ先の湯沢町や湯沢東映ホテル内を散策しながら映画本編の前日譚を描く、スピンオフドラマである。
映画本編にも出演する山本康平が別役で、ゲストとして未梨一花、山本匠馬、スーパー・ササダンゴ・マシンがそれぞれ出演するほか、『シリーズ怪獣区 ギャラス』の登場怪獣であるギャラスも登場する。
全4話。第4話（最終話）は純烈の入浴シーンのほか、特撮研究所によるスーパー戦隊シリーズの巨大ロボ戦調のバトルシーンも見どころとなっている。
- 第1話 - 2021年7月25日配信[27][28]
- 第2話 - 2021年8月8日配信[29][28]
- 第3話 - 2021年8月22日配信[30][31]
- 第4話 - 2021年9月5日配信[32][33]

### キャスト (純烈のラブ湯〜)
- 後上翔太 - 後上翔太
- 白川裕二郎 / 純レッド - 白川裕二郎（スーツアクター：清水麟太郎）
- 小田井涼平 / 純ブルー - 小田井涼平（スーツアクター：坂本隆）
- 酒井一圭 / 純バイオレット - 酒井一圭（スーツアクター：鍜治洸太朗）
- 未梨駒子 - 未梨一花
- 花谷秀次郎 - 山本康平
- 湯沢ノボル - 山本匠馬
- スーパー・ササダンゴ・マシン - スーパー・ササダンゴ・マシン
- ギャラス（スーツアクター：白井雅士）
- 小林幸子[注釈 3]

### スタッフ (純烈のラブ湯〜)
- 監督 - 佛田洋
- 脚本 - 久保裕章
- ナレーション - 鈴村健一
- サウンドデザイン - 桑原秀綱
- プロデューサー - 中野剛
- 制作 - 東映ビデオ
- 制作協力 - 特撮研究所
- 製作 - 東映特撮ファンクラブ

## 続編
映画『スーパー戦闘 純烈ジャー 追い焚き☆御免』2022年9月1日公開。

### キャスト (追い焚き☆御免)
- 白川裕二郎／純レッド - 白川裕二郎
- 小田井涼平／純ブルー - 小田井涼平
- 後上翔太／純グリーン - 後上翔太
- 酒井一圭／純バイオレット - 酒井一圭
- 赤のオフロディーテ - ふせえり
- 恵美梨 - 長井短
- 緑のオフロディーテ - 小林綾子
- 青のオフロディーテ - 中島ゆたか
- 紫のオフロディーテ - しのへけい子
- 三井平助 - 山本康平
- 郡山零次 - 中村優一
- 寒川冬彦 - 西銘駿
- 冬美 - 長澤奈央
- 俊子 - 虻川美穂子
- 橋本 - 松下恵
- 女工 - 柴田瑠歌、久遠明日美、後藤智香
- 監視員 - 逢阪歩叶
- バンドマン - 優太
- 哀須の妻（写真） - 松本若菜（特別出演）
- 女王フローデワルサ - 小林幸子（特別出演）
- 哀須永仁 - 本宮泰風
- 湯の街観音 / 流星のオフロディーテ - 八代亜紀（特別出演）
- 御前川清 - 前川清（特別出演）

### スタッフ (追い焚き☆御免)
- 監督 - 佛田洋
- 脚本 - 久保裕章
- アクション監督 - 竹田道弘
- 製作 - 與田尚志
- エグゼクティブプロデューサー - 加藤和夫、塚田英明
- プロデューサー - 中野剛
- 企画協力 - 山本康平
- キャラクターデザイン - 野中剛
- サウンドデザイン - 桑原秀綱
- オープニング曲 - 純烈
- ナレーション - 鈴村健一
- 制作：特撮研究所
- 配給：東映ビデオ